# پل گری
پل گری (انگلیسی: Paul E. Gray; ۷ فوریهٔ ۱۹۳۲ – ۱۸ سپتامبر ۲۰۱۷) سیاست‌مدار اهل ایالات متحده آمریکا بود.
وی پیش از چارلز وست، رئیس مؤسسه فناوری ماساچوست بود.